# 馬林韋德行政區

西普魯士的行政區劃：
但澤行政區
馬林韋德行政區

馬林韋德行政區（德語：Regierungsbezirk Marienwerder），是普魯士的一個行政區，首府位於馬林韋德（現稱克維曾（波蘭語：Kwidzyn））。馬林韋德行政區從1815年到1829年是西普魯士省的一部分，在1878-1920年間又是普魯士省的一部分。馬林韋德行政區在1920年至1922年期間被置於同盟國委員會的管理之下，最終被分割，西部地區被納入新成立的波蘭第二共和國，成為所謂的波蘭走廊的一部分。1922年至1939年加入普魯士自由邦東普魯士省，並被魏瑪共和國命名為西普魯士行政區（Regierungsbezirk Westpreußen），此後恢復原名直至1945年。

### 腳註
1. ↑  Belzyt, Leszek. . Marburg: Herder-Inst. 1998. ISBN 978-3-87969-267-5.[]

### 其他
- （德語） Michael Rademacher: Deutsche Verwaltungsgeschichte Preußen, Provinz Westpreußen 的存檔，存档日期20 July 2017. (2006)
- （德語）  E. Jacobson: Topographisch-statistisches Handbuch für den Regierungsbezirk Marienwerder, Danzig 1868 (Online, Google).